# Hipposideros calcaratus
Hipposideros calcaratus là một loài động vật có vú trong họ Dơi nếp mũi, bộ Dơi. Loài này được Dobson mô tả năm 1877.